# Jesenwang
Jesenwang este o comună din landul Bavaria, Germania.